# Dahira viksinjaevi
Dahira viksinjaevi là một loài bướm đêm thuộc họ Sphingidae. Nó được tìm thấy ở Trung Quốc.
Nó khác với các loài thuộc Dahira khác ở chỗ phía dưới màu đen đồng nhất, chỉ phía trên cánh trước có các vạch màu xám hơi xanh da trời.